# Воля-Верещинська
Воля Верещинська (пол. Wola Wereszczyńska) — село в Польщі, у гміні Уршулін Володавського повіту Люблінського воєводства. Населення — 110 осіб (2011).

## Історія
1531 року вперше згадується православна церква в селі.
За даними етнографічної експедиції 1869—1870 років під керівництвом Павла Чубинського, у селі переважно проживали греко-католики, які розмовляли українською мовою. 1872 року місцева греко-католицька парафія налічувала 621 вірянина.
У міжвоєнні 1918—1939 роки польська влада в рамках великої акції руйнування українських храмів на Холмщині і Підляшші перетворила місцеву православну церкву на римо-католицький костел.
1943 року польські шовіністи вбили в селі 3 українців.
У 1975—1998 роках село належало до Холмського воєводства.

## Населення
Демографічна структура станом на 31 березня 2011 року:
|          | Загалом | Допрацездатний вік | Працездатний вік | Постпрацездатний вік |
| -------- | ------- | ------------------ | ---------------- | -------------------- |
| Чоловіки | 56      | 10                 | 39               | 7                    |
| Жінки    | 54      | 9                  | 33               | 12                   |
| Разом    | 110     | 19                 | 72               | 19                   |

## Мешканці
В селі народився Якубюк Анатолій Миколайович (нар. 1944) — український журналіст.